# Травма (телесериал)
«Травма» (англ. Trauma) — американский телесериал, премьера которого состоялась на канале NBC 28 сентября 2009 года. В центре сюжета — группа парамедиков из Сан-Франциско, Калифорния. Спустя месяц после премьеры канал NBC объявил, что съёмки сериала прекращаются, но 13 заказанных ранее серий будут выпущены в эфир.
В ноябре 2009 года NBC изменил своё решение, объявив, что было заказано три дополнительных серии, и общее количество эпизодов увеличилось до 16. 20 января 2010 сериал увеличили до 20 серий, как часть заказанных серий, которые должны были заменить закрытое ранее ток-шоу «The Jay Leno Show». В апреле 2010 года канал объявил новую, уже окончательную цифру серий в сезоне — 18.
Финал сериала транслировался 10 мая 2010 года. А 14 мая 2010 года канал NBC объявил о закрытии шоу после одного выпущенного сезона в эфир.

## Обзор
Медицинская драма, которая рассказывает о группе парамедиков из Сан-Франциско, Калифорния. В центре сюжета — опытный парамедик Нэнси Карнахан (Анастасия Гриффит). На её глазах терпит крушение вертолёт спасателей, в котором погибает её напарник и бойфренд Терри Баннер. Теперь у неё новый напарник — новичок Гленн Моррисон (Тейлор Кинни). Единственный выживший в катастрофе — парамедик Рубен «Кролик» Палчек (Клифф Кёртис). События сильно повлияли на него, и ему понадобился год, чтобы снова вернуться на службу. Теперь его считают сумасшедшим, и бывшему боевому летчику, а теперь пилоту вертолёта парамедиков «Ангелы-2», Марисе Бенез (Айми Гарсиа), трудно с ним сработаться. Серьёзный Кэмерон Бун (Дерек Люк), мечтающий стать капитаном, и весельчак Тайлер Бриггс (Кевин Ранкин) — напарники уже 3 года, и чтобы продолжать работать вместе, они жертвуют своими повышениями. Все вместе они спасают жителей Сан-Франциско, попавших в беду.

## В главных ролях
- Анастасия Гриффит в роли парамедика Нэнси Карнахан. Сначала работала в паре с Терри Баннером, с которым её связывали романтические отношения. Во время транспортировки пациента с крыши, вертолет спасателей терпит крушение, в котором Терри и пилот погибают. Нэнси, как может, пытается справиться с трагедией, и её способ — множество свиданий на одну ночь. Новый напарник Нэнси — новичок Гленн Моррисон. Её коллеги делают ставки, через сколько дней Нэнси переспит с красавчиком Гленном, но их отношения так и остаются платоническими. У неё дружеские отношения с Рубеном «Кроликом» Палчеком, с которым вскоре она начинает встречаться.
- Клифф Кёртис в роли парамедика Рубена «Кролика» Палчека. Рубен получил своё прозвище в тринадцатилетнем возрасте от парамедика, который оценил скорость и выносливость мальчика, когда тот бежал за помощью. Кролик выжил в крушении спасательного вертолёта, который убил парамедика Терри Баннера и пилота Ашера «Ротора» Рейнолдса. Кролик острый на язык и не всегда подчиняется правилам, чего не одобряет его новый пилот Мариса Бенез. У Рубена посттравматический синдром, но он отказывается в это верить и посещать психотерапевта. Кролик встречается с Нэнси Карнахан, но свои отношения пара ото всех скрывает.
- Айми Гарсиа в роли пилота Марисы Бенез. Она начинает работу через год после крушения вертолёта. Мариса — военный летчик, которая незадолго до этого демобилизовалась. Она аккуратная, внимательна и любит следовать правилам. Её напарником становится Рубен Палчек.
- Дерек Люк в роли парамедика Кэмерона Буна. Работает в паре с Тайлером Бриггсом. Они частенько спорят, но оба наслаждаются работой друг с другом. Кэмерон женат и у него двое детей, и он всячески пытается держать семью подальше от ужасов своей работы. Но это не помогает наладить его отношения с женой, которая всерьез подумывает о разводе. Бун мечтает стать капитаном и перейти на офисную работу, но когда у него появилась такая возможность, он предпочел остаться парамедиком, чтобы ещё немного поработать с Тайлером.
- Кевин Ранкин в роли парамедика Тайлера Бриггса. У него хорошие, дружеские отношения со своим напарником Кэмероном Буном, хотя тот не в курсе, что Тайлер — гей. Когда Бун узнает об этом, первое время он не знает, как себя вести, но все же их дружба стоит для него выше, чем собственные предрассудки.
- Тейлор Кинни в роли парамедика Гленна Моррисона. Напарник Нэнси Карнахан. Новичок в отделе, из-за чего нередко становится объектом насмешек и подшучиваний. Гленн дружит, а затем начинает встречаться с интерном скорой помощи Дианой Ван Дайн. У него непростые отношения с Кроликом.
- Джейми Шеридан в роли доктора Джозефа «Джо» Савиано. Шеф отделения скорой помощи. Больше всего привязан к Нэнси, он восхищен её способностями и настаивает, что она должна учиться на врача.
- Скотти Томпсон в роли Дианы Ван Дайн. Новый интерн в отделе скорой помощи. Первое время Кролик интересовался ею, пока она окончательно не сказала ему: «Нет». Чтобы меньше общаться с докторами и медсестрами, она обедает в больничной прачечной. Встречается с парамедиком Гленном Моррисоном. У Дианы очень напряженные отношения с Нэнси.

## Список эпизодов
| № общий | № в сезоне | Название | Режиссёр | Автор сценария | Дата премьеры | Произв. код | Зрители в США (млн) |
| ------- | ---------- | -------- | -------- | -------------- | ------------- | ----------- | ------------------- |